# Amortyzator

Amortyzator gazowy. Jest to amortyzator hydropneumatyczny. Nazwę zawdzięcza przestrzeni z gazem (F), która kompensuje objętość tłoczyska. Oznaczenia: A – tłoczysko, B – tłok, C – cylinder, D – olej, E – pływający tłok, F – gaz.

Amortyzator, łagodnik – mechanizm, którego zadaniem jest przechwycić i rozproszyć nadmiar energii w układzie mechanicznym. Używany jest w celu zabezpieczenia urządzenia lub operatora przed negatywnym oddziaływaniem drgań i zwiększenia komfortu eksploatacji.
Ze względu na medium tłumiące ruch, amortyzatory można podzielić na:
- hydrauliczne,
- pneumatyczne,
- hydropneumatyczne,
- magnetyczne,
- elektromagnetyczne,
- cierne,
- powietrzne,
- elastomerowe,
- sprężynowe,
- gumowe.

W pojazdach (samochodach, motocyklach, rowerach) amortyzatory stosuje się w celu zmniejszenia kołysania resorowanego nadwozia, oraz zapobiegania oderwaniu koła od podłoża na wybojach (tzw. „podbicia”). Amortyzatory w zawieszeniu samochodu kontrolują pracę sprężyn tłumiąc drgania o różnej częstotliwości (szybkość ruchu amortyzatora), amplitudzie (suw pracy amortyzatora) i przyśpieszeniu (siła działająca na amortyzator). Dzięki odpowiedniemu tłumieniu wbicia i wybicia amortyzatora ciężar masy resorowanej samochodu jest rozkładany możliwie jak najbardziej równomiernie na wszystkie koła, niezależnie od warunków ich pracy, w celu uzyskania jak najlepszej przyczepności kół do jezdni przy zachowaniu dobrego komfortu podróżowania. Im amortyzator bardziej miękki (montowany fabrycznie – o niskich siłach tłumienia wbicia i wybicia), tym więcej energii pochłania i mniej drgań przenosi z masy nieresorowanej na resorowaną, zapewniając duży komfort podróżowania, lecz pozwala jednocześnie na większe kołysanie samochodu podczas i po pokonaniu nierówności niż amortyzator twardszy (sportowy – o wyższych siłach tłumienia wbicia i wybicia).
W niektórych nowoczesnych samochodach seryjnie lub opcjonalnie montuje się amortyzatory pozwalające na zmianę charakterystyki ich pracy podczas jazdy (np. tryb Comfort dla wygodnej jazdy lub sztywniejszy tryb Sport dla bardziej dynamicznej jazdy). Zmiana ustawienia odbywa się przy użyciu elektronicznie sterowanych zaworów lub dzięki zastosowaniu wewnątrz amortyzatora płynu magnetoreologicznego (który zmienia swoje parametry pod wpływem przepuszczanego przezeń prądu elektrycznego).